# Motor adiabàtic
Un  motor adiabàtic  és un motor que no utilitza refrigeració i disminueix l'intercanvi de calor amb l'exterior per augmentar l'eficiència en la despesa de combustible. Tal com prediu el cicle de Carnot, quan en un motor tèrmic les diferències entre el focus fred i calent augmenten, al seu torn augmenta la quantitat d'energia que es converteix en energia útil en comptes de calor. Amb la refrigeració, es disminueix la temperatura i el rendiment (eficiència). La idea d'un motor adiabàtic és eliminar la refrigeració per treballar amb temperatures més alta i augmentar el rendiment.
Els metalls es debiliten amb la temperatura i poden arribar a fondre. S'estan estudiant motors de ceràmiques tècniques que resisteixen altes temperatures i s'usen en motors tèrmics com turbocompressors, però en motors de pistons no són prou fiables i la ceràmica és massa fràgil.
Un motor adiabàtic té també altres avantatges. S'estalvia és sistema de refrigeració evitant pes i complexitat font d'avaries. Els motors poden cremar millor el combustible per les temperatures, encara que pot generar altres residus com els NOx.